# Ancita paravaricornis
Ancita paravaricornis là một loài bọ cánh cứng trong họ Cerambycidae.